# Hockey Pro League masculina 2024-25
La Hockey Pro League masculina de 2024-25 fue la sexta edición del campeonato de hockey sobre césped para equipos nacionales masculinos. El torneo comenzó el 30 de noviembre de 2024 y terminó el 29 de junio de 2025. Países Bajos ganó el torneo, dejando Bélgica y España en segundo y tercer lugar. El equipo en tercer lugar, España, se clasificó para el Campeonato mundial de 2026 en Países Bajos y Bélgica, puesto que los equipos de estos países ya eran clasificados como anfitriones del mundial.

## Formato
Se sigue con el sistema de todos contra todos, limitando los movimientos de viaje por medio de una serie de "minitorneos" en los que tres equipos nacionales se encuentran en un mismo lugar para jugar dos veces contra los demás equipos. Al cancelar uno de los dos partidos jugados entre dos equipos, el ganador del otro partido recibirá el doble de puntos.
Una victoria vale tres puntos por partido. En caso de empate al final del tiempo reglamentario, ambos equipos recibirán un punto, y un shoot out determinará cual equipo recibirá un punto adicional. El equipo que termina en primer lugar de la clasificación final será el ganador de esta edición del Hockey Pro League. El equipo que termina en último lugar será relegado a la Hockey Nations Cup.

## Equipos clasificados
- Alemania
- Argentina
- Australia
- Bélgica
- España
- India
- Inglaterra
- Irlanda
- Países Bajos

## Resultados
Todos los partidos se encuentran en horario local.
| Pos. | Equipo       | Pts. | PJ | G | GSO | PSO | P  | GF | GC | Dif. | Clasificación o descenso              |
| ---- | ------------ | ---- | -- | - | --- | --- | -- | -- | -- | ---- | ------------------------------------- |
| 1    | Países Bajos | 35   | 16 | 7 | 7   | 0   | 2  | 38 | 29 | +9   |                                       |
| 2    | Bélgica      | 30   | 16 | 8 | 2   | 2   | 4  | 53 | 39 | +14  |                                       |
| 3    | España (Q)   | 29   | 16 | 8 | 2   | 1   | 5  | 39 | 28 | +11  | Clasificado para la Copa mundial 2026 |
| 4    | Alemania     | 28   | 16 | 8 | 1   | 2   | 5  | 46 | 34 | +12  |                                       |
| 5    | Australia    | 27   | 16 | 8 | 0   | 3   | 5  | 42 | 32 | +10  |                                       |
| 6    | Argentina    | 23   | 16 | 7 | 0   | 2   | 7  | 28 | 32 | −4   |                                       |
| 7    | Inglaterra   | 22   | 16 | 5 | 2   | 3   | 6  | 41 | 36 | +5   |                                       |
| 8    | India        | 18   | 16 | 6 | 0   | 0   | 10 | 34 | 38 | −4   |                                       |
| 9    | Irlanda (R)  | 4    | 16 | 1 | 0   | 1   | 14 | 22 | 75 | −53  | Relegado a la Copa de Naciones        |

 Fuente: FIH
Criterios de clasificación: 1) puntos; 2) partidos ganados; 3) diferencia de goles; 4) goles a favor; 5) resultados enfrentamientos entre sí; 6) goles de campo anotados.
| 30 de noviembre de 2024 | Países Bajos                        | 1–1 (4–1 p.)               | Alemania                      | Estadio Wagener, Ámsterdam,                               |                                                           |
| 14:30                   | Brinkman 30'                        | Reporte                    | Hartkopf 58'                  | Árbitra: Rebecca Edwards (ENG) Łukasz Zwierzchowski (POL) | Árbitra: Rebecca Edwards (ENG) Łukasz Zwierzchowski (POL) |
|                         |                                     | Tiros desde el punto penal |                               |                                                           |                                                           |
|                         | De Mol · Bijen · Bukkens · Brinkman |                            | H. Müller · Struthoff · Große |                                                           |                                                           |

| 1 de diciembre de 2024 | Países Bajos                    | 1–1 (3–1 p.)               | Bélgica                               | Estadio Wagener, Ámsterdam,                      |                                                  |
| 14:30                  | Van Dam 25'                     | Reporte                    | Stockbroekx 14'                       | Árbitra: Sean Edwards (ENG) Gemma Calderon (ESP) | Árbitra: Sean Edwards (ENG) Gemma Calderon (ESP) |
|                        |                                 | Tiros desde el punto penal |                                       |                                                  |                                                  |
|                        | Pieters · Bijen · De Mol · Veen |                            | Duvekot · Van Dessel · Boccard · Kina |                                                  |                                                  |

| 2 de diciembre de 2024 | Bélgica                          | 4–3     | Alemania                                 | Estadio Wagener, Ámsterdam,                               |                                                           |
| 14:30                  | Duvekot 40' · Boon 11', 16', 54' | Reporte | Zwicker 48' · Sperling 57' · Peillat 60' | Árbitra: Rebecca Edwards (ENG) Łukasz Zwierzchowski (POL) | Árbitra: Rebecca Edwards (ENG) Łukasz Zwierzchowski (POL) |

| 7 de diciembre de 2024 | Países Bajos               | 2–3     | Alemania                                   | Estadio Wagener, Ámsterdam,                  |                                              |
| 14:30                  | Janssen 37' · Brinkman 59' | Reporte | Schwarzhaupt 10' · Peillat 17' · Prinz 43' | Árbitra: Dan Barstow (ENG) Ivona Makar (CRO) | Árbitra: Dan Barstow (ENG) Ivona Makar (CRO) |

| 8 de diciembre de 2024 | Países Bajos                      | 3–3 (3–1 p.)               | Bélgica                                     | Estadio Wagener, Ámsterdam,                  |                                              |
| 14:30                  | Bijen 11', 28' · Van der Veen 27' | Reporte                    | Boon 1', 45' · Stockbroekx 22'              | Árbitra: Alison Keogh (IRE) Bruce Bale (ENG) | Árbitra: Alison Keogh (IRE) Bruce Bale (ENG) |
|                        |                                   | Tiros desde el punto penal |                                             |                                              |                                              |
|                        | De Mol · Bijen · Brinkman · Veen  |                            | Boccard · Willems · De Sloover · Van Dessel |                                              |                                              |

| 9 de diciembre de 2024 | Alemania                               | 3–6     | Bélgica                                                         | Estadio Wagener, Ámsterdam,                   |                                               |
| 14:30                  | Hartkopf 18' · Prinz 26' · Mazkour 43' | Reporte | Ghislain 5' · Boon 15', 42', 51' · Hellin 49' · Stockbroekx 50' | Árbitra: Alison Keogh (IRE) Dan Barstow (ENG) | Árbitra: Alison Keogh (IRE) Dan Barstow (ENG) |

| 10 de diciembre de 2024 | Argentina   | 1–3     | Inglaterra                   | Polideportivo Provincial, Santiago del Estero, |                                                |
| 21:30                   | Merlini 48' | Reporte | Rushmere 14' · Ward 41', 54' | Árbitra: Sean Rapaport (RSA) Tyler Klenk (CAN) | Árbitra: Sean Rapaport (RSA) Tyler Klenk (CAN) |

| 11 de diciembre de 2024 | Inglaterra                                        | 3–3 (3–2 p.)               | Irlanda                                         | Polideportivo Provincial, Santiago del Estero,   |                                                  |
| 21:30                   | Albery 48' · Waller 57' · Wallace 57'             | Reporte                    | A. Walker 4' · Lynch 16' · Cole 50'             | Árbitra: Benjamin Peters (USA) Tyler Klenk (CAN) | Árbitra: Benjamin Peters (USA) Tyler Klenk (CAN) |
|                         |                                                   | Tiros desde el punto penal |                                                 |                                                  |                                                  |
|                         | Albery · Williamson · Rushmere · Waller · Wallace |                            | Walsh · B. Walker · Lynch · C. Empey · A. Empey |                                                  |                                                  |

| 12 de diciembre de 2024 | Argentina      | 1–0     | Irlanda | Polideportivo Provincial, Santiago del Estero,         |                                                        |
| 21:30                   | T. Domene 60+' | Reporte |         | Árbitra: Jonathan Altamirano (MEX) Sean Rapaport (RSA) | Árbitra: Jonathan Altamirano (MEX) Sean Rapaport (RSA) |

| 13 de diciembre de 2024 | Argentina     | 1–3     | Inglaterra                | Polideportivo Provincial, Santiago del Estero,      |                                                     |
| 21:30                   | T. Domene 43' | Reporte | Ward 2', 2' · Wallace 38' | Árbitra: Victoria Pazos (PAR) Benjamin Peters (USA) | Árbitra: Victoria Pazos (PAR) Benjamin Peters (USA) |

| 14 de diciembre de 2024 | Irlanda | 0–8     | Inglaterra                                                          | Polideportivo Provincial, Santiago del Estero, |                                                |
| 21:30                   |         | Reporte | Hooper 6', 16' · Rushmere 7' · Ward 15+', 37', 44', 48' · Bhuhi 45' | Árbitra: Sean Rapaport (RSA) Tyler Klenk (CAN) | Árbitra: Sean Rapaport (RSA) Tyler Klenk (CAN) |

| 15 de diciembre de 2024 | Argentina                           | 4–3     | Irlanda                                 | Polideportivo Provincial, Santiago del Estero, |                                                |
| 21:30                   | T. Domene 5', 9', 38' · Capurro 49' | Reporte | B. Nelson 3' · A. Empey 15+' · Cole 43' | Árbitra: Tyler Klenk (CAN) Sean Rapaport (RSA) | Árbitra: Tyler Klenk (CAN) Sean Rapaport (RSA) |

| 4 de febrero de 2025 | Países Bajos                                            | 4–2     | España                        | Parque Olímpico de Sídney, Sídney,               |                                                  |
| 17:30                | Bukkens 27' · Bijen 32' · Veen 34' · Van Heijningen 40' | Reporte | N. Álvarez 45' · Basterra 59' | Árbitra: David Tomlinson (NZL) You Hyo-sik (KOR) | Árbitra: David Tomlinson (NZL) You Hyo-sik (KOR) |

| 5 de febrero de 2025 | Australia   | 1–2     | España                        | Parque Olímpico de Sídney, Sídney,                |                                                   |
| 17:30                | Willott 58' | Reporte | Petchamé 27' · N. Álvarez 50' | Árbitra: Amber Church (NZL) David Tomlinson (NZL) | Árbitra: Amber Church (NZL) David Tomlinson (NZL) |

| 6 de febrero de 2025 | Australia                                           | 4–2     | Países Bajos                | Parque Olímpico de Sídney, Sídney,                |                                                   |
| 17:30                | J. Harvie 27' · Atkin 34' · Burns 43' · Willott 48' | Reporte | Bijen 44' · Hoedemakers 46' | Árbitra: David Tomlinson (NZL) Liu Xiaoying (CHN) | Árbitra: David Tomlinson (NZL) Liu Xiaoying (CHN) |

| 7 de febrero de 2025 | España     | 1–2     | Países Bajos                   | Parque Olímpico de Sídney, Sídney,            |                                               |
| 17:30                | Clapés 41' | Reporte | Van der Heijden 2' · Bijen 34' | Árbitra: Amber Church (NZL) You Hyo-sik (KOR) | Árbitra: Amber Church (NZL) You Hyo-sik (KOR) |

| 8 de febrero de 2025 | Australia                  | 1–1 (0–3 p.)               | España                       | Parque Olímpico de Sídney, Sídney,                |                                                   |
| 17:30                | Willott 24'                | Reporte                    | Pa. Cunill 17'               | Árbitra: David Tomlinson (NZL) Liu Xiaoying (CHN) | Árbitra: David Tomlinson (NZL) Liu Xiaoying (CHN) |
|                      |                            | Tiros desde el punto penal |                              |                                                   |                                                   |
|                      | Burns · Marais · Otterbach |                            | Gispert · Pe. Cunill · Reyné |                                                   |                                                   |

| 9 de febrero de 2025 | Australia                               | 4–4 (1–3 p.)               | Países Bajos                                          | Parque Olímpico de Sídney, Sídney,               |                                                  |
| 17:30                | Hayward 27', 34' · White 28', 36'       | Reporte                    | De Vilder 7' · Van der Heijden 47', 57' · Bukkens 50' | Árbitra: David Tomlinson (NZL) You Hyo-sik (KOR) | Árbitra: David Tomlinson (NZL) You Hyo-sik (KOR) |
|                      |                                         | Tiros desde el punto penal |                                                       |                                                  |                                                  |
|                      | Ephraums · Harvie · Willott · Henderson |                            | Croon · Bijen · De Mol                                |                                                  |                                                  |

| 15 de febrero de 2025 | India        | 1–3     | España                              | Estadio Kalinga, Bhubaneswar,                         |                                                       |
| 19:30                 | Sukhjeet 25' | Reporte | Lacalle 28' · Cobos 38' · Ávila 58' | Árbitra: Timothy Sheahan (AUS) Annelize Rostron (RSA) | Árbitra: Timothy Sheahan (AUS) Annelize Rostron (RSA) |

| 16 de febrero de 2025 | India                      | 2–0     | España | Estadio Kalinga, Bhubaneswar,                      |                                                    |
| 19:30                 | Mandeep 32' · Dilpreet 39' | Reporte |        | Árbitra: Rawi Anbananthan (MAS) Bevan Nichol (NZL) | Árbitra: Rawi Anbananthan (MAS) Bevan Nichol (NZL) |

| 18 de febrero de 2025 | Inglaterra                                               | 2–2 (1–0 p.)               | España                                         | Estadio Kalinga, Bhubaneswar,                        |                                                      |
| 15:00                 | Payton 13' · Ward 32'                                    | Reporte                    | N. Álvarez 39' · Font 53'                      | Árbitra: Ahmed El-Sayed (EGY) Annelize Rostron (RSA) | Árbitra: Ahmed El-Sayed (EGY) Annelize Rostron (RSA) |
|                       |                                                          | Tiros desde el punto penal |                                                |                                                      |                                                      |
|                       | Albery · Rushmere · Williamson · Payton · Sturch-Hibbitt |                            | Gispert · Pe. Cunill · Reyné · Font · Basterra |                                                      |                                                      |

| 18 de febrero de 2025 | India       | 1–4     | Alemania                                               | Estadio Kalinga, Bhubaneswar,                  |                                                |
| 19:30                 | Gurjant 13' | Reporte | Sperling 7' · Prinz 14' · Struthoff 48' · Hartkopf 55' | Árbitra: Wanri Venter (RSA) Bevan Nichol (NZL) | Árbitra: Wanri Venter (RSA) Bevan Nichol (NZL) |

| 19 de febrero de 2025 | España                                                    | 4–1     | Inglaterra  | Estadio Kalinga, Bhubaneswar,                     |                                                   |
| 15:00                 | Menini 9' · Lacalle 28' · Pe. Cunill 37' · N. Álvarez 49' | Reporte | Ramshaw 50' | Árbitra: Timothy Sheahan (AUS) Wanri Venter (RSA) | Árbitra: Timothy Sheahan (AUS) Wanri Venter (RSA) |

| 19 de febrero de 2025 | India      | 1–0     | Alemania | Estadio Kalinga, Bhubaneswar,                          |                                                        |
| 17:15                 | Gurjant 4' | Reporte |          | Árbitra: Rawi Anbananthan (MAS) Annelize Rostron (RSA) | Árbitra: Rawi Anbananthan (MAS) Annelize Rostron (RSA) |

| 19 de febrero de 2025 | Argentina                                | 3–5     | Bélgica                                           | Polideportivo Provincial, Santiago del Estero,    |                                                   |
| 19:00                 | L. Toscani 10' · Habif 58' · Capurro 60' | Reporte | Boon 13', 22', 60' · Hellin 31' · Stockbroekx 50' | Árbitra: Raphaël Adrien (GER) Darren Hubach (RSA) | Árbitra: Raphaël Adrien (GER) Darren Hubach (RSA) |

| 20 de febrero de 2025 | Argentina | 0–2     | Australia             | Polideportivo Provincial, Santiago del Estero,  |                                                 |
| 19:00                 |           | Reporte | Brand 12' · Burns 26' | Árbitra: Sean Edwards (ENG) Darren Hubach (RSA) | Árbitra: Sean Edwards (ENG) Darren Hubach (RSA) |

| 21 de febrero de 2025 | Australia                                           | 2–2 (3–4 p.)               | Bélgica                                                | Polideportivo Provincial, Santiago del Estero,      |                                                     |
| 19:00                 | Geddes 15' · Welch 53'                              | Reporte                    | Boon 36', 51'                                          | Árbitra: Sean Edwards (ENG) Sophie Bockelmann (GER) | Árbitra: Sean Edwards (ENG) Sophie Bockelmann (GER) |
|                       |                                                     | Tiros desde el punto penal |                                                        |                                                     |                                                     |
|                       | Brand · Ephraums · Willott · Marais · Welch · Brand |                            | Boccard · De Sloover · Van Dessel · Kina · Boon · Kina |                                                     |                                                     |

| 21 de febrero de 2025 | India                                        | 3–1     | Irlanda   | Estadio Kalinga, Bhubaneswar,                    |                                                  |
| 19:30                 | Mandeep 22' · Jarmanpreet 45' · Sukhjeet 58' | Reporte | Duncan 8' | Árbitra: Ahmed El-Sayed (EGY) Wanri Venter (RSA) | Árbitra: Ahmed El-Sayed (EGY) Wanri Venter (RSA) |

| 22 de febrero de 2025 | Argentina | 0–1     | Bélgica  | Polideportivo Provincial, Santiago del Estero,    |                                                   |
| 19:00                 |           | Reporte | Boon 60' | Árbitra: Raphaël Adrien (GER) Darren Hubach (RSA) | Árbitra: Raphaël Adrien (GER) Darren Hubach (RSA) |

| 22 de febrero de 2025 | India                                                 | 4–0     | Irlanda | Estadio Kalinga, Bhubaneswar,                          |                                                        |
| 19:30                 | Nilam 14' · Mandeep 24' · Abhishek 28' · Shamsher 34' | Reporte |         | Árbitra: Annelize Rostron (RSA) Rawi Anbananthan (MAS) | Árbitra: Annelize Rostron (RSA) Rawi Anbananthan (MAS) |

| 23 de febrero de 2025 | Argentina   | 1–0     | Australia | Polideportivo Provincial, Santiago del Estero,   |                                                  |
| 19:00                 | Capurro 32' | Reporte |           | Árbitra: Raphaël Adrien (GER) Sean Edwards (ENG) | Árbitra: Raphaël Adrien (GER) Sean Edwards (ENG) |

| 24 de febrero de 2025 | Alemania | 8–2     | Irlanda                      | Estadio Kalinga, Bhubaneswar,                         |                                                       |
| 15:00                 | Prinz 7' · Struthoff 10', 59' · Kaufmann 28' · Hartkopf 30' · Mertgens 42' · Schwarzhaupt 44' · Peillat 56' | Reporte | M. Nelson 27' · McKibbin 29' | Árbitra: Rawi Anbananthan (MAS) Junko Wagatsuma (JPN) | Árbitra: Rawi Anbananthan (MAS) Junko Wagatsuma (JPN) |

| 24 de febrero de 2025 | Bélgica       | 1–3     | Australia                            | Polideportivo Provincial, Santiago del Estero,  |                                                 |
| 19:00                 | De Kerpel 48' | Reporte | Welch 14' · Ephraums 23' · Burns 44' | Árbitra: Sean Edwards (ENG) Darren Hubach (RSA) | Árbitra: Sean Edwards (ENG) Darren Hubach (RSA) |

| 24 de febrero de 2025 | India                       | 2–3     | Inglaterra                 | Estadio Kalinga, Bhubaneswar,                     |                                                   |
| 19:30                 | Abhishek 18' · Sukhjeet 39' | Reporte | Payton 15' · Ward 19', 29' | Árbitra: Bevan Nichol (NZL) Timothy Sheahan (AUS) | Árbitra: Bevan Nichol (NZL) Timothy Sheahan (AUS) |

| 25 de febrero de 2025 | Irlanda                       | 2–4     | Alemania                                     | Estadio Kalinga, Bhubaneswar,                     |                                                   |
| 15:00                 | M. Nelson 14' · B. Nelson 26' | Reporte | Kleinlein 21' · Prinz 29' · Hellwig 49', 57' | Árbitra: Timothy Sheahan (AUS) Bevan Nichol (NZL) | Árbitra: Timothy Sheahan (AUS) Bevan Nichol (NZL) |

| 25 de febrero de 2025 | India                | 2–1     | Inglaterra     | Estadio Kalinga, Bhubaneswar,                      |                                                    |
| 19:30                 | Harmanpreet 26', 32' | Reporte | Williamson 30' | Árbitra: Rawi Anbananthan (MAS) Wanri Venter (RSA) | Árbitra: Rawi Anbananthan (MAS) Wanri Venter (RSA) |

| 7 de junio de 2025 | España | 0–1     | Argentina       | Estadio Betero, Valencia,                             |                                                       |
| 13:30              |        | Reporte | Della Torre 41' | Árbitra: Jonas van't Hek (NEDI) Pauline Cuypers (BEL) | Árbitra: Jonas van't Hek (NEDI) Pauline Cuypers (BEL) |

| 7 de junio de 2025 | Países Bajos     | 2–1     | India           | Estadio Wagener, Ámsterdam,                                    |                                                                |
| 16:00              | Van Dam 25', 58' | Reporte | Harmanpreet 19' | Árbitra: Łukasz Zwierzchowski (POL) Sébastien Michielsen (BEL) | Árbitra: Łukasz Zwierzchowski (POL) Sébastien Michielsen (BEL) |

| 8 de junio de 2025 | España                                    | 3–2     | Argentina                    | Estadio Betero, Valencia,                           |                                                     |
| 13:30              | Iglesias 10' · N. Álvarez 22' · Ávila 25' | Reporte | Méndez 40' · Della Torre 55' | Árbitra: Rebecca Edwards (ENG) Daniël Veerman (NED) | Árbitra: Rebecca Edwards (ENG) Daniël Veerman (NED) |

| 9 de junio de 2025 | Países Bajos                                | 3–2     | India                     | Estadio Wagener, Ámsterdam,                      |                                                  |
| 14:30              | Van Dam 24' · Hoedemakers 33' · Janssen 57' | Reporte | Abhishek 20' · Jugraj 54' | Árbitra: Ben Göntgen (GER) Magali Sergeant (BEL) | Árbitra: Ben Göntgen (GER) Magali Sergeant (BEL) |

| 11 de junio de 2025 | Argentina                                         | 4–3     | India                               | Estadio Wagener, Ámsterdam,                       |                                                   |
| 15:00               | Rey 3' · Martínez 17' · Tarazona 34' · Méndez 46' | Reporte | Harmanpreet 12', 33' · Abhishek 42' | Árbitra: Michiel Otten (NED) Coen van Bunge (NED) | Árbitra: Michiel Otten (NED) Coen van Bunge (NED) |

| 11 de junio de 2025 | Países Bajos                            | 2–0     | Irlanda | Estadio Wagener, Ámsterdam,                               |                                                           |
| 20:00               | Dommershuijzen 24' · Van Heijningen 38' | Reporte |         | Árbitra: Magali Sergeant (BEL) Sébastien Michielsen (BEL) | Árbitra: Magali Sergeant (BEL) Sébastien Michielsen (BEL) |

| 12 de junio de 2025 | India     | 1–2     | Argentina         | Estadio Wagener, Ámsterdam,                       |                                                   |
| 15:00               | Jugraj 4' | Reporte | T. Domene 9', 49' | Árbitra: Coen van Bunge (NED) Michiel Otten (NED) | Árbitra: Coen van Bunge (NED) Michiel Otten (NED) |

| 12 de junio de 2025 | Países Bajos                                                                    | 6–2     | Irlanda            | Estadio Wagener, Ámsterdam,                       |                                                   |
| 20:00               | Janssen 24', 32' · Pieters 29' · Van der Heijden 37' · Troost 49' · Van Dam 60' | Reporte | B. Nelson 47', 59' | Árbitra: Ivona Makar (CRO) Michael Dutrieux (BEL) | Árbitra: Ivona Makar (CRO) Michael Dutrieux (BEL) |

| 14 de junio de 2025 | Australia                              | 3–2     | India            | Wilrijkse Plein, Amberes,                        |                                                  |
| 10:30               | Ephraums 42' · Rintala 56' · Craig 60' | Reporte | Abhishek 8', 35' | Árbitra: Federico Silva (ARG) Tim Meissner (GER) | Árbitra: Federico Silva (ARG) Tim Meissner (GER) |

| 14 de junio de 2025 | Inglaterra                                               | 2–2 (3–4 p.)               | Alemania                                               | Lee Valley Hockey and Tennis Centre, Londres,           |                                                         |
| 13:15               | Wallace 38' · Rushmere 50'                               | Reporte                    | Schwarzhaupt 13' · L. Müller 48'                       | Árbitra: Jonathan van Hoesslin (RSA) Alison Keogh (IRE) | Árbitra: Jonathan van Hoesslin (RSA) Alison Keogh (IRE) |
|                     |                                                          | Tiros desde el punto penal |                                                        |                                                         |                                                         |
|                     | Calnan · Rushmere · Goodfield · Roper · Wallace · Sorsby |                            | Struthoff · Von Montgelas · Prinz · Weigand · Hartkopf |                                                         |                                                         |

| 14 de junio de 2025 | Bélgica                                           | 5–1     | Irlanda  | Wilrijkse Plein, Amberes,                           |                                                     |
| 15:30               | Boon 7', 28', 50' · Stockbroekx 22' · Duvekot 42' | Reporte | Rowe 34' | Árbitra: Harry Collinson (ENG) Daniël Veerman (NED) | Árbitra: Harry Collinson (ENG) Daniël Veerman (NED) |

| 14 de junio de 2025 | Países Bajos                          | 1–1 (4–2 p.)               | Argentina                              | Estadio Wagener, Ámsterdam,                           |                                                       |
| 16:00               | Reyenga 36'                           | Reporte                    | Capurro 30'                            | Árbitra: Ben Göntgen (GER) Łukasz Zwierzchowski (POL) | Árbitra: Ben Göntgen (GER) Łukasz Zwierzchowski (POL) |
|                     |                                       | Tiros desde el punto penal |                                        |                                                       |                                                       |
|                     | Croon · Bijen · Brinkman · Middendorp |                            | Mendez · Domene · Capurro · J. Toscani |                                                       |                                                       |

| 15 de junio de 2025 | India                    | 2–3     | Australia                        | Wilrijkse Plein, Amberes,                       |                                                 |
| 10:30               | Sanjay 3' · Dilpreet 36' | Reporte | Brand 4' · Govers 5' · Burns 18' | Árbitra: Ahmed El-Sayed (EGY) Paul Walker (ENG) | Árbitra: Ahmed El-Sayed (EGY) Paul Walker (ENG) |

| 15 de junio de 2025 | Inglaterra       | 2–3     | Alemania                                 | Lee Valley Hockey and Tennis Centre, Londres,     |                                                   |
| 12:45               | Wallace 34', 40' | Reporte | Hinrichs 6' · Mazkour 39' · Hartkopf 55' | Árbitra: Irene Presenqui (ARG) Alison Keogh (IRE) | Árbitra: Irene Presenqui (ARG) Alison Keogh (IRE) |

| 15 de junio de 2025 | Bélgica                   | 2–3     | Irlanda                  | Wilrijkse Plein, Amberes,                         |                                                   |
| 15:30               | De Kerpel 46' · Crols 60' | Reporte | Rowe 35' · Cole 43', 58' | Árbitra: Aleisha Neumann (AUS) Tim Meissner (GER) | Árbitra: Aleisha Neumann (AUS) Tim Meissner (GER) |

| 15 de junio de 2025 | Países Bajos               | 1–1 (3–0 p.)               | Argentina                 | Estadio Wagener, Ámsterdam,                       |                                                   |
| 16:00               | Brinkman 29'               | Reporte                    | Keenan 29'                | Árbitra: Ben Göntgen (GER) Michael Dutrieux (BEL) | Árbitra: Ben Göntgen (GER) Michael Dutrieux (BEL) |
|                     |                            | Tiros desde el punto penal |                           |                                                   |                                                   |
|                     | Van Dam · Croon · Brinkman |                            | Mendez · Domene · Toscani |                                                   |                                                   |

| 17 de junio de 2025 | Inglaterra             | 2–3     | Países Bajos                 | Lee Valley Hockey and Tennis Centre, Londres,             |                                                           |
| 13:15               | Wallace 29' · Ward 39' | Reporte | Pieters 10' · Bijen 16', 25' | Árbitra: Raphaël Adrien (GER) Jonathan van Hoesslin (RSA) | Árbitra: Raphaël Adrien (GER) Jonathan van Hoesslin (RSA) |

| 17 de junio de 2025 | Australia                                                          | 6–1     | Irlanda   | Wilrijkse Plein, Amberes,                           |                                                     |
| 15:30               | Brand 3' · Govers 20', 58' · Burns 36' · Otterbach 42' · Welch 43' | Reporte | McKee 13' | Árbitra: Ahmed El-Sayed (EGY) Harry Collinson (ENG) | Árbitra: Ahmed El-Sayed (EGY) Harry Collinson (ENG) |

| 17 de junio de 2025 | Bélgica  | 1–2     | España                   | Wilrijkse Plein, Amberes,                       |                                                 |
| 20:30               | Onana 7' | Reporte | Basterra 22' · Ávila 25' | Árbitra: Paul Walker (ENG) Daniël Veerman (NED) | Árbitra: Paul Walker (ENG) Daniël Veerman (NED) |

| 18 de junio de 2025 | Irlanda  | 1–6     | Australia                                                              | Wilrijkse Plein, Amberes,                            |                                                      |
| 15:30               | Cole 17' | Reporte | Ephraums 11', 22' · Hayward 21' · Marais 37' · Atkin 39' · Willott 57' | Árbitra: Federico Silva (ARG) Lorijn de Kraker (NED) | Árbitra: Federico Silva (ARG) Lorijn de Kraker (NED) |

| 18 de junio de 2025 | Inglaterra                             | 1–1 (2–4 p.)               | Países Bajos                            | Lee Valley Hockey and Tennis Centre, Londres,      |                                                    |
| 20:00               | Bhuhi 51'                              | Reporte                    | Janssen 43'                             | Árbitra: Raphaël Adrien (GER) Gemma Calderon (ESP) | Árbitra: Raphaël Adrien (GER) Gemma Calderon (ESP) |
|                     |                                        | Tiros desde el punto penal |                                         |                                                    |                                                    |
|                     | Rushmere · Goodfield · Sorsby · Waller |                            | Croon · Van Dam · Brinkman · Middendorp |                                                    |                                                    |

| 18 de junio de 2025 | Bélgica                                                                    | 6–3     | España                                            | Wilrijkse Plein, Amberes,                            |                                                      |
| 20:30               | Hendrickx 15+', 26' · Boon 18' · De Sloover 24' · Hellin 47' · Duvekot 59' | Reporte | M. Miralles 46' · N. Álvarez 51' · Pe. Cunill 55' | Árbitra: Aleisha Neumann (AUS) Harry Collinson (ENG) | Árbitra: Aleisha Neumann (AUS) Harry Collinson (ENG) |

| 21 de junio de 2025 | Irlanda             | 2–4     | España                                           | Wilrijkse Plein, Amberes,                        |                                                  |
| 10:30               | McKee 3' · Cole 28' | Reporte | Ávila 15' · N. Álvarez 47', 58' · Pe. Cunill 58' | Árbitra: Aleisha Neumann (AUS) Paul Walker (ENG) | Árbitra: Aleisha Neumann (AUS) Paul Walker (ENG) |

| 21 de junio de 2025 | Inglaterra                            | 3–4     | Australia                       | Lee Valley Hockey and Tennis Centre, Londres,       |                                                     |
| 15:30               | Wallace 13' · Croft 24' · Hooper 30+' | Reporte | Burns 4' · Govers 39', 46', 47' | Árbitra: Irene Presenqui (ARG) Raphaël Adrien (GER) | Árbitra: Irene Presenqui (ARG) Raphaël Adrien (GER) |

| 21 de junio de 2025 | Bélgica                                                                      | 6–3     | India                                 | Wilrijkse Plein, Amberes,                        |                                                  |
| 15:30               | Van Doren 1', 54' · Hendrickx 28' · Duvekot 49' · Stockbroekx 53' · Boon 59' | Reporte | Dilpreet 36' · Mandeep 38' · Amit 56' | Árbitra: Tim Meissner (GER) Daniël Veerman (NED) | Árbitra: Tim Meissner (GER) Daniël Veerman (NED) |

| 21 de junio de 2025 | Alemania                    | 2–3     | Argentina                             | Ernst Reuter Sportfeld, Berlín,                        |                                                        |
| 19:00               | Struthoff 7' · Kaufmann 18' | Reporte | Capurro 36' · Mendez 43' · Domene 44' | Árbitra: Paul van den Assum (NED) Marcin Grochal (POL) | Árbitra: Paul van den Assum (NED) Marcin Grochal (POL) |

| 22 de junio de 2025 | España                                                                                                   | 9–1     | Irlanda    | Wilrijkse Plein, Amberes,                          |                                                    |
| 10:30               | Pe. Cunill 3', 18' · N. Álvarez 7' · M. Miralles 8', 30', 35' · Iglesias 15' · Menini 19' · Bonastre 24' | Reporte | Nelson 50' | Árbitra: Tim Meissner (GER) Lorijn de Kraker (NED) | Árbitra: Tim Meissner (GER) Lorijn de Kraker (NED) |

| 22 de junio de 2025 | Inglaterra      | 2–1     | Australia | Lee Valley Hockey and Tennis Centre, Londres,             |                                                           |
| 14:30               | Waller 31', 49' | Reporte | Brand 43' | Árbitra: Jonathan van Hoesslin (RSA) Gemma Calderon (ESP) | Árbitra: Jonathan van Hoesslin (RSA) Gemma Calderon (ESP) |

| 22 de junio de 2025 | Bélgica                                          | 3–4     | India                                          | Wilrijkse Plein, Amberes,                        |                                                  |
| 15:30               | De Sloover 8' · Stockbroekx 34' · Labouchere 41' | Reporte | Sukhjeet 21', 35' · Amit 36' · Harmanpreet 59' | Árbitra: Paul Walker (ENG) Harry Collinson (ENG) | Árbitra: Paul Walker (ENG) Harry Collinson (ENG) |

| 22 de junio de 2025 | Alemania                                         | 4–3     | Argentina                   | Ernst Reuter Sportfeld, Berlín,                      |                                                      |
| 19:00               | Weigand 42', 57' · H. Müller 51' · Grambusch 52' | Reporte | Keenan 2' · Domene 15', 21' | Árbitra: Hideki Kinoshita (JPN) Marcin Grochal (POL) | Árbitra: Hideki Kinoshita (JPN) Marcin Grochal (POL) |

| 24 de junio de 2025 | Alemania                                      | 3–2     | Australia              | Ernst Reuter Sportfeld, Berlín,                       |                                                       |
| 19:30               | Peillat 19' · Mertgens 35' · Schwarzhaupt 38' | Reporte | Govers 3' · Rintala 8' | Árbitra: Hannah Harrison (ENG) Hideki Kinoshita (JPN) | Árbitra: Hannah Harrison (ENG) Hideki Kinoshita (JPN) |

| 25 de junio de 2025 | Alemania                                                       | 5–0     | Australia | Ernst Reuter Sportfeld, Berlín,                      |                                                      |
| 19:30               | Schwarzhaupt 5' · Hellwig 13', 26' · Ludwig 19' · Hartkopf 36' | Reporte |           | Árbitra: Hideki Kinoshita (JPN) Ayanna McClean (TTO) | Árbitra: Hideki Kinoshita (JPN) Ayanna McClean (TTO) |

| 28 de junio de 2025 | Bélgica                                  | 3–1     | Inglaterra | Wilrijkse Plein, Amberes,                            |                                                      |
| 13:00               | Duvekot 13' · Hendrickx 20' · Wegnez 42' | Reporte | Payton 48' | Árbitra: Ole Ingwersen (GER) Kamilė Mockaitytė (LTU) | Árbitra: Ole Ingwersen (GER) Kamilė Mockaitytė (LTU) |

| 28 de junio de 2025 | Alemania                               | 1–1 (0–3 p.)               | España                        | Ernst Reuter Sportfeld, Berlín,                          |                                                          |
| 19:00               | Struthoff 59'                          | Reporte                    | Cabré-Verdiell 46'            | Árbitra: Kristy Robertson (AUS) Paul van den Assum (NED) | Árbitra: Kristy Robertson (AUS) Paul van den Assum (NED) |
|                     |                                        | Tiros desde el punto penal |                               |                                                          |                                                          |
|                     | Ludwig · Grambusch · Struthoff · Prinz |                            | Gispert · Bonastre · Miralles |                                                          |                                                          |

| 29 de junio de 2025 | Bélgica                                    | 4–4 (3–0 p.)               | Inglaterra                                        | Wilrijkse Plein, Amberes,                    |                                              |
| 13:00               | Hellin 12' · Hendrickx 35' · Boon 38', 50' | Reporte                    | Roper 9' · Calnan 17' · Wallace 55' · Sanford 57' | Árbitra: Ben Göntgen (GER) Ivona Makar (CRO) | Árbitra: Ben Göntgen (GER) Ivona Makar (CRO) |
|                     |                                            | Tiros desde el punto penal |                                                   |                                              |                                              |
|                     | Boon · De Sloover · A. Van Doren · Wegnez  |                            | Rushmere · Wallace · Roper                        |                                              |                                              |

| 29 de junio de 2025 | Alemania | 0–2     | España                     | Ernst Reuter Sportfeld, Berlín,                         |                                                         |
| 19:00               |          | Reporte | Petchamé 29' · Gispert 50' | Árbitra: Paul van den Assum (NED) Hannah Harrison (ENG) | Árbitra: Paul van den Assum (NED) Hannah Harrison (ENG) |